# Interceptor - Il guerriero della strada
Interceptor - Il guerriero della strada (Mad Max 2) è un film del 1981 scritto e diretto da George Miller.
La pellicola, sequel di Interceptor (1979), è il secondo film del franchise di Mad Max, con protagonista Mel Gibson e ambientato in un futuro distopico postapocalittico. La trama del film, una comunità di sopravvissuti costretta a spostarsi per proteggersi dall'assalto di una feroce banda di predoni, segue la struttura archetipica del genere western, così come il ruolo di Max di personaggio dal cuore duro, ma che riscopre la propria umanità.
Il film ricevette il plauso della critica, in particolare, vennero lodate l'ambientazione, la recitazione di Gibson, la fotografia di Dean Semler e il lavoro della costumista Norma Moriceau, che, grazie allo stile punk adottato, rese popolari generi come dieselpunk e cyberpunk nelle opere di fantascienza di quel periodo. Il film fu anche un successo commerciale e ottenne sei candidature al Saturn Award, vincendo quella per il miglior film internazionale.
Il guerriero della strada diventò un film di culto e si formarono numerosi fan club di veri e propri "guerrieri della strada" che organizzano tutt'oggi incontri e attività a tema. È considerato uno dei migliori film d'azione di sempre e anche uno dei migliori sequel mai realizzati. Sono stati realizzati tre sequel, Mad Max oltre la sfera del tuono (1985) , Mad Max: Fury Road (2015) e Furiosa: A Mad Max Saga (2024).

## Trama
Le risorse di carburante sono quasi del tutto esaurite in un prossimo futuro a seguito di una terza guerra mondiale, causando la fine della legge e dell'ordine. L'ex agente di polizia Max Rockatansky vaga per il deserto nella sua V8 Interceptor modificata, il suo unico compagno è un cane e la sua unica arma è un fucile a canne mozze con poche munizioni.
Il film inizia con Max mentre è inseguito da una banda di sciacalli barbarici guidati dal folle motociclista Wez. Al termine dell'inseguimento Max riesce a far schiantare le due macchine modificate di Wez e raccoglie il carburante dai loro serbatoi, mentre Wez batte in ritirata. In seguito Max trova un autogiro e lo ispeziona per prendere il carburante da esso, ma viene preso di mira dal capitano Gyro, il proprietario del velivolo, che però viene presto sottomesso da Max. Il pilota conduce Max alla fortezza della Tribù del Nord, eretta per proteggere una pompa petrolifera funzionante (con annessa raffineria) da sciacalli della strada che cercano di impossessarsene.
Durante uno di questi scontri, un membro della Tribù del Nord viene salvato da Max. Il superstite fa un patto con Max promettendogli un pieno di carburante se lo riporterà nella fortezza. L'uomo però muore poco dopo il loro ingresso e il leader della fortezza, Pappagallo, rinnega l'accordo dicendo che non è più valido in quanto il sopravvissuto è morto. Poco dopo l'arrivo di Max, giunge alla fortezza un massiccio raggruppamento di predoni, tra i quali Wez. Il capobanda di questi barbari motorizzati, lord Humungus, un energumeno sfregiato che indossa una maschera da hockey, tenta senza successo di convincere la tribù a cedere il carburante in cambio del permesso di attraversare la Valle della Morte per andarsene dalla desolazione delle Terre Perdute. Kid, un ragazzino selvaggio della tribù, attacca i predoni con il suo boomerang metallico, riuscendo a uccidere il compagno di Wez. Furioso, il motociclista vuole assediare subito la fortezza, ma lord Humungus lo calma per poi allontanarsi.
Max propone a Pappagallo una nuova offerta: recupererà una motrice abbandonata, che è in grado di trainare la cisterna che i membri della tribù usano per immagazzinare il combustibile tratto dalla pompa, in cambio della libertà, della sua Interceptor e tutto il carburante che può portare con sé. La tribù accetta, ma tengono la macchina di Max per garantire la sua collaborazione. Max esce dalla fortezza e, con l'aiuto del capitano Gyro e del suo mezzo volante, raggiunge il camion, lo rimette in funzione e lo conduce alla fortezza della Tribù del Nord. In questa occasione il clan di Humungus li attacca, ma Max e i membri della tribù riescono a respingerli. La sera Humungus fa torturare a morte i difensori che avevano catturato.
I difensori vogliono che Max venga con loro, ma Max opta di riavere la macchina, la ricompensa e andarsene per la propria strada. Tuttavia, il suo tentativo di attraversare la Valle della Morte fallisce: Wez attacca Max e lo fa schiantare fuoristrada, distruggendo l'Interceptor e ferendolo gravemente. I predoni uccidono il cane di Max e tentano di prendere il carburante dai serbatoi della Interceptor, ma così facendo innescano una trappola esplosiva che uccide alcuni degli aggressori. Max, moribondo, viene salvato dal capitano Gyro, che osservando da lontano il fumo della sua macchina capisce che non è riuscito a scappare e lo riconduce alla raffineria a bordo del suo elicottero.
Con nessun altro mezzo di fuga e con la tribù pronta a fuggire, Max decide di prendere la guida del camion con la cisterna. I protagonisti abbandonano la fortezza con il camion pesantemente corazzato, sul quale Max è accompagnato da Kid e dagli altri membri della tribù che lo vogliono aiutare. Mentre gli abitanti fuggono in una carovana di campers e autobus per primi, i guerrieri di lord Humungus si insediano nella struttura petrolifera, che però i protagonisti fanno saltare in aria per impedire a Humungus di usarla per recuperare il carburante. Nell'inseguimento finale Pappagallo e gli altri guerrieri della tribù muoiono difendendo la cisterna. Rimangono Max e Kid, inseguiti da lord Humungus, mentre Wez riesce a salire di fronte al camion. Con una mossa astuta, Max fa una rapida inversione di marcia e Humungus si rende conto troppo tardi che sta andando dritto contro il camion. Lord Humungus e Wez muoiono nello scontro frontale, mentre il camion e la cisterna si rovesciano fuoristrada a causa del micidiale impatto.
I predoni rimasti raggiungono la cisterna e scoprono che era piena di sabbia, quindi si allontanano, sconfitti. Max e Kid riemergono dal camion diroccato e poco dopo il capitano Gyro, precipitato durante il combattimento, li raggiunge a bordo del suo girocottero tramutato in auto. Tutto il carburante era in realtà tenuto nascosto nella carovana dei membri della tribù, che riescono finalmente a uscire dalle Terre Perdute. Nel finale il narratore, che si rivela essere Kid anziano, spiega di essere diventato il nuovo capo della Tribù del Nord mentre Max è diventato una figura leggendaria, il guerriero della strada.

## Analisi e critica
Il sequel del primo Mad Max è stato apprezzato dalla critica mondiale per la sua potenza visiva e per l'azione espressa al suo interno. Il film inaugura il ritorno al medioevo barbarico nel filone fantascientifico; le sequenze girate e le trovate che lo arricchiscono sono entrate nell'immaginario collettivo, tanto che molti personaggi si sono successivamente rifatti al Guerriero della Strada in molteplici maniere (in primis, il look) e tutt'oggi, citando la pellicola, questa riporta alla memoria l'inventiva che George Miller seppe sfruttare nello sviluppo del film.
Il film si rifà a molti elementi della letteratura e del cinema contemporaneo e del passato, dai pistoleri solitari di Sergio Leone agli indiani selvaggi di John Ford, la paranoia di una catastrofe atomica parodiata da Stanley Kubrick ne Il dottor Stranamore e l'abbandono di ogni forma societaria costituita profetizzata da H.G. Wells ne La macchina del tempo, ma l'ossatura della trama attinge principalmente all'Iliade, da cui sono ripresi tutti i personaggi principali (Achille e Patroclo - Wez e il suo compagno, Agamennone - Lord Humungus, Ulisse - Capitano Gyro, stranamente dalla parte dei Troiani/difensori e coinvolto suo malgrado nel rovescio del trucco del cavallo di Troia).
La confluenza di diversi generi mescolata alla potenza narrativa dell'archetipo stanno certamente alla base del successo de Il Guerriero della strada, che si distaccava totalmente anche dal film precedente cercando di sviluppare la storia di Max in un ambiente ancora più connotato che nel primo film.
La trama mette molto l'accento su quella che qualcuno ha definito L'anima nera di Max, ossia quel lato contraddittorio che aveva spinto il protagonista a compiere la carneficina del primo film e che nel secondo si mostra più come una totale indifferenza nei confronti dei concetti di bene e male, giusto e sbagliato, dato che il personaggio aiuta effettivamente i buoni, ma solo per trarne profitto. Inoltre, il protagonista nell'arco del film pronuncia pochissime battute, regala solo un paio di sorrisi abbozzati e sembra non provare rimorso in nessuna situazione, come se ormai dovesse solo tirare a campare e alimentare il proprio veicolo.
Lo stile alla Clint Eastwood adottato da Gibson è in sintonia con lo scenario del deserto australiano, che offre al film forse il miglior sfondo possibile per un'ambientazione post atomica. Le Terre Perdute sembrano realmente terra di nessuno e per sconfinati chilometri si vede solo sabbia e argilla, creando un senso di abbandono e di scarso senso dell'orientamento tali da far pensare allo spettatore che forse oltre non c'è niente, e quest'elemento porrà le fondamenta per Mad Max - Oltre la sfera del tuono, dove verrà rivelata la causa della catastrofe e i protagonisti sorvoleranno una Sydney spettrale oscurata da tempeste di sabbia.

## Produzione

### Sviluppo
Dopo il successo di Interceptor, il regista George Miller ricevette numerose offerte da Hollywood, compresa quella di dirigere Rambo. Tuttavia, Miller decise di dedicarsi a un film sul rock and roll chiamato provvisoriamente Roxanne. Miller contattò per scrivere la sceneggiatura Terry Hayes, con cui aveva già lavorato al romanzamento di Interceptor, ma il progetto non portò a nulla di fatto. Miller allora accarezzò sempre di più l'idea di realizzare un seguito di Interceptor, in cui avrebbe potuto pensare più in grande, visto il potenziale alto budget a disposizione.
Ispirato da The Hero with a Thousand Faces di Joseph Campbell e dalle opere di Carl Jung, Miller ingaggiò Hayes come produttore e co-sceneggiatore. Anche Brian Hannant entrò nel progetto come co-sceneggiatore e regista di seconda unità. Miller dichiarò di essere stato ispirato dalle opere di Akira Kurosawa.

### Riprese
La lavorazione durò dodici settimane ed ebbe luogo durante l'inverno del 1981 nei pressi di Broken Hill, in Australia. Le scene ambientate nell'accampamento dei sopravvissuti furono girate a Pinnacles. La scena della distruzione dell'Interceptor fu girata a Menindee Road, sulle Mundi Mundi Plains (Broken Hill).
Il film annovera spettacolari scene di azione che all'epoca impressionarono perfino Steven Spielberg, che decise di arruolare Miller per la sua seguente produzione, ovvero il film antologico Ai confini della realtà (Twilight Zone - The Movie). Ne Il guerriero della strada Miller accentuò la violenza già espressa nel primo Interceptor e, per renderne il realismo, fu ingaggiato un nutrito team di stuntman. Non tutto andò secondo i piani e alcune sequenze, che sono state comunque inserite nel film, registrarono il ferimento degli stuntman. Tra queste, nella sequenza nella quale Max sta portando la motrice nel forte della Tribù del Nord, il Capitano Gyro lancia un serpente contro uno dei Bad Cop che colpisce il proprio pilota per errore e fa un volo di una cinquantina di metri. Il coordinatore stuntman, il quale eseguì in prima persona la realizzazione di quel salto, arrivò troppo velocemente (circa 100 km/h), volando più del dovuto e con un impatto molto duro, che gli causò diverse fratture e un ricovero in ospedale. Un'altra, nella scena finale d'inseguimento, un sidecar compie un balzo nel vuoto a velocità elevata. Lo stuntman, in questo caso, non si lasciò andare in tempo dalla moto e fu scaraventato via a causa della forza d'impatto atterrando molto violentemente contro le protezioni di sicurezza.

#### Veicoli
Nel corso del film vengono distrutti molti più veicoli che nel precedente capitolo. Si calcola che intorno alla quarantina di mezzi finirono dallo sfasciacarrozze di Broken Hill (location del film) al termine delle riprese. Tra questi anche la seconda Ford Falcon costruita per il film, che viene distrutta dagli Humungus. Nel film compaiono anche veicoli alquanto bizzarri, solitamente auto di serie modificate, alcune addirittura diventate famose, come la Ford Landau Coupé che si ribalta nella sequenza iniziale. Tra gli altri modelli vi sono diverse Ford Falcon (l'auto rossa che Max distrugge con la motrice), Ford F100 (il principale pick up inseguitore), VH Valliant (protagonista dello stunt non riuscito), VH Valliant Charger, Holden Monaro, Holden Stateman e altre macchine australiane che vengono addirittura riproposte in repliche dai fan più accaniti. La motrice è invece un Mack Truck R600 Coolpower, databile tra i primi settanta e il 1978 come modello, e con una potenza di circa 325 cavalli. Nel film questo mezzo occupa un ruolo persino predominante rispetto alla V8 Interceptor, apparendo dall'inizio alla fine numerose volte oltre che negli inseguimenti, e questo gli è valso un nugolo ben nutrito di estimatori che lo ricordano proprio per la sua apparizione nel film.

## Colonna sonora
La colonna sonora de Il guerriero della strada fu composta e realizzata da Brian May, che aveva già curato la colonna sonora del primo Interceptor. L'album venne distribuito nel 1982 da Varèse Sarabande.

## Distribuzione
Il film, distribuito dalla Warner Bros., uscì in Australia il 24 dicembre 1981, mentre in Italia uscì, vietato ai minori di 18 anni, il 18 agosto 1982.

### Adattamento
Quando Interceptor venne distribuito nelle sale statunitensi del 1980, non ricevette una vera e propria distribuzione da parte dell'allora detentrice dei diritti, l'American International Pictures, poiché questa stava ancora sistemando delle questioni economiche interne, dopo essere stata acquistata dalla Filmways, Inc. un anno prima. I problemi dell'AIP penalizzarono la distribuzione del film negli Stati Uniti e i suoi incassi (che però aumentarono esponenzialmente quando il film venne distribuito anche all'estero).
Perciò, la Warner Bros., che si occupò della distribuzione de Il guerriero della strada nel Nord America, decise di pubblicizzare il film come una pellicola a sé stante chiamata semplicemente The Road Warrior, senza mai menzionare nei trailer, nelle locandine o negli spot televisivi il personaggio di Max o il fatto che si trattasse di un sequel di Interceptor.

### Divieti e censura
La versione originale del film era maggiormente violenta e sanguinosa e fu pesantemente censurata dai distributori australiani. Intere scene e sequenze furono totalmente tagliate o pesantemente modificate per ricevere solamente un divieto ai minori di 18 anni. Quando venne distribuito negli Stati Uniti, la MPAA accorciò due ulteriori scene (Wez che si strappava una freccia conficcata nel braccio e una ripresa ravvicinata di Wez che toglieva il boomerang metallico di Kid dalla ferita nella testa del suo compagno). Nonostante la versione senza le modifiche della MPAA sia ancora esistente, la versione del film non censurata in Australia è andata perduta.

## Accoglienza

### Incassi
Il film fu un buon successo commerciale in patria, incassando 3.7 milioni di dollari. Distribuito in Nord America come The Road Warrior, dominò il botteghino locale, guadagnando quasi 35 milioni di dollari, tanto che Vestron Video cavalcò l'onda del successo e distribuì in home video Interceptor, presentandolo come "l'adrenalinico predecessore di The Road Warrior." Il successo commerciale di quest'ultima operazione diede definitiva popolarità alla saga negli Stati Uniti e, quattro anni dopo, Warner Bros. distribuì Mad Max oltre la sfera del tuono, senza modificarne titolo o contenuto per il pubblico statunitense.

### Critica
Al contrario del suo predecessore, Il guerriero della strada fu immediatamente acclamato dalla critica e venne considerato uno dei migliori film del 1981.
La pellicola detiene sull'aggregatore di recensioni online Rotten Tomatoes un 94% di giudizi positivi, basato su 62 recensioni. Il critico cinematografico Roger Ebert del Chicago Sun-Times assegnò al film un punteggio di tre stelle e mezzo su quattro, lodandone la regia e definendolo "azione pura, energia cinetica [...] uno dei più movimentati e aggressivi film mai realizzati". Nonostante Ebert trovasse che il film sviluppasse la "descrizione di un mondo futuro e violento [...] più attraverso i personaggi che i dialoghi", e che usasse "solo le più semplici e sparute scelte di trama possibili", ne apprezzò comunque le sequenze d'azione, definendo l'inseguimento finale "incredibilmente ottimo da guardare [...] con effetti speciali e stunts spettacolari", che creavano un effetto "spaventoso, a volte disgustoso, e (se bisogna dire la verità) alquanto esilarante".
L'Enciclopedia della Fantascienza definisce Il guerriero della strada: "cinema d'exploitation alla sua massima inventiva".

## Influenza culturale
La descrizione che il film dà di un futuro post-apocalittico, un ritorno al medioevo barbarico con mezzi tecnologici quali automobili e armi da fuoco, è stata ripresa e emulata innumerevoli volte negli anni successivi sia nei film che in altri media. In campo cinematografico, ha ispirato pellicole come 1997: Fuga da New York e Terminator, mentre, in campo videoludico, le serie Fallout, Rage, Red Faction e Borderlands. Anche il famoso manga e anime giapponese Ken il guerriero trae ispirazione proprio da questa pellicola, specialmente per quanto riguarda il design dei personaggi, dei nemici e soprattutto le ambientazioni e il costume di Kenshiro.
Il film The Hitcher - La lunga strada della paura di Robert Harmon, riprende da Il guerriero della strada l'idea della strada che sembra portare da nessuna parte e le macchine che si trasformano in vere e proprie armi, slegate dal ruolo canonico di mezzi di trasporto. In particolare, una scena è ripresa dal film di Miller: mentre il protagonista sta fuggendo con un'auto della polizia, i poliziotti lo fiancheggiano ai lati pronti a far fuoco. Il ragazzo frena d'improvviso e questi si sparano a vicenda uccidendosi. La sequenza è identica a quella iniziale de Il guerriero della strada. Nel film Fast and Furious (The Fast and the Furious, 2001), la scena d'inseguimento nella quale i protagonisti tentano di derubare il camion, è apertamente ripresa da quella finale de Il guerriero della strada, con l'autista del camion che usa un fucile a canne mozze (come Max) e una delle auto gli finisce sotto le ruote. In molti altri capitoli della stessa serie è possibile vedere citazioni relative a questa pellicola.
Nel 2008, Il guerriero della strada è stato inserito dalla rivista Empire al 280º posto nella classifica dei migliori 500 film della storia del cinema. Similmente, il New York Times lo ha inserito nella sua lista dei Best 1000 Movies Ever. Entertainment Weekly lo ha posizionato 93º nella sua lista dei migliori 100 film di sempre nel 1999, 41° nella classifica aggiornata nel 2013, e ha consegnato al personaggio di Mad Max l'undicesimo posto nella classifica The All Time Coolest Heroes in Pop Culture.
A Silverton, 25 kilometri da Broken Hill, luogo delle riprese del film, esiste un museo dedicato a Il guerriero della strada inaugurato nel 2010 dai coniugi Adrian e Linda Bennett, che custodisce immagini e oggetti di scena utilizzati nella produzione.

## Riconoscimenti
- 1982 - AFI Award
  - Miglior regia a George Miller
  - Miglior sonoro a Roger Savage, Bruce Lamshed, Byron Kennedy, Lloyd Carrick, Marc van Buuren, Penn Robinson ed Andrew Steuart
  - Miglior scenografie a Graham Walker
  - Migliori costumi a Norma Moriceau
  - Miglior montaggio a David Stiven, Tim Wellburn, Michael Balson e Christopher Plowright
  - Candidatura per la miglior colonna sonora a Brian May
  - Candidatura per la miglior fotografia a Dean Semler
- 1982 - Los Angeles Film Critics Association Award
  - Miglior film straniero
- 1982 - Festival internazionale del film fantastico di Avoriaz
  - Gran Prix
- 1983 - Saturn Award
  - Miglior film internazionale
  - Candidatura per la miglior regia a George Miller
  - Candidatura per il miglior attore a Mel Gibson
  - Candidatura per il miglior attore non protagonista a Bruce Spence
  - Candidatura per la miglior sceneggiatura a George Miller, Terry Hayes e Brian Hannant
  - Candidatura per i migliori costumi a Norma Moriceau
- 1983 - Premio Hugo
  - Candidatura per la miglior rappresentazione drammatica a Terry Hayes, George Miller, Brian Hannant